# Blaz Ruiz
Blaz Ruiz ou Blas Ruiz de Hernán González, Blas Ruiz de Fernán González, est un explorateur espagnol du XVIe siècle. 

## Biographie
Originaire de Ciudad Real où il est né vers 1521, il est connu pour ses voyages avec Diogo Veloso et est le premier Européen à être entré au Laos. 
Son périple a commencé au Cambodge où il s'est lié d'amitié avec le roi Satha de Lovek et avec le portugais Veloso. Lorsque Lovek est envahi par Ayautthaya, Satha est renversé par son fils et par d'autres nobles qui laissèrent Ayutthaya prendre le contrôle, obligeant Ruiz à fuir vers la colonie espagnole des Philippines, lieu où il commence son aventure en Asie du Sud-Est. Finalement, il revient à Lovek avec Veloso, qui s'était réfugié dans la colonie portugaise de Malacca. Quand ils arrivent, ils apprennent que Satha s'est enfui à Lan Xang, un empire centré sur le Laos actuel et composé d'Isan, de Stoeng Treng et de petites régions du sud de la Chine et du Vietnam. Ruiz et Veloso décident alors de se rendre au Laos et de ramener Satha pour rétablir son règne sur Lovek.
Durant l'été 1596, Ruiz et Veloso arrivent à Vientiane, capitale administrative de Lan Xang. Ils y assistent à une procession montrant l'immense richesse de la ville, composée d'éléphants d'Asie, d' or, de bijoux, de soie, de serpents exotiques, de bouquets de fleurs tropicales, de chants de moines, de trésors et reliques bouddhistes, et de charmantes femmes. Ils sont aussi reçus avec de grands honneurs. 
Mais, alors qu'ils sont à Vientiane, ils apprennent que Satha est mort à la suite d'une maladie. Attristés et irrités par la nouvelle, Ruiz et Veloso retournent à Lovek et y commencent une rébellion pour mettre sur le trône l'un des alliés politiques de Satha et libérer ainsi le Cambodge d'Ayatthaya. Ils réussissent à chasser les forces d'Ayutthaya de certaines régions du Cambodge et à créer un nouvel État, mais conduisent aussi le nouvel État dans une brève période de chaos. Finalement, Ruiz retourne aux Philippines. Sa trace se perd à ce moment-là.